# 北村信彦
北村 信彦（きたむら のぶひこ、1962年12月19日 - ）は、株式会社オゾンコミュニティに所属するファッション・デザイナー。
ファッションブランド「ヒステリック・グラマー」のデザイナーとして知られる。東京モード学園卒業。

## 略歴
- 1984年、専門学校卒業と同時にオゾンコミュニティに入社。ヒステリック・グラマーを立ち上げる。
- 1986年、原宿にヒステリック・グラマー直営店を開業。
- 1998年、ヒステリック・グラマーUSAを設立する。
- 2001年、中野裕之の監督映画『RED SHADOW 赤影』のコスチュームデザインを担当。
- 2003年、ソフィア・コッポラの監督映画『ロスト・イン・トランスレーション』に本人役で出演する。

## 人物
- プライマル・スクリームやソニック・ユースのメンバー、イギー・ポップやパティ・スミスといったミュージシャンと交流がある。
- アンディ・ウォーホルと面会を希望していたが、ウォーホルが面会の直前に死去したため実現しなかった。後にアンディ・ウォーホル財団の依頼を受け、ウォーホルの作品をデザインした作品を発表。売上の一部を財団に寄付している。